# APEP Pitsilia
Pour les articles homonymes, voir APEP.
Maillots
Le Athlitiki Podosfairiki Enosi Pitsilia (en grec moderne : Αθλητική Ποδοσφαιρική Ένωση Πιτσιλιάς), plus couramment abrégé en APEP Pitsilia (en grec moderne : ΑΠΕΠ Πιτσιλιάς), est un club chypriote de football fondé en 1979 et basé dans la ville de Kyperoúnta.

## Historique
- 1979 : fondation du club

## Palmarès
| Compétitions nationales |
| - Championnat de Chypre de deuxième division (1) : - Champion : 1986-1987. - Vice-champion : 1989-1990, 1992-1993, 2004-2005 et 2007-2008. - Championnat de Chypre de troisième division (1) : - Champion : 1985-1986. |

## Personnalités du club

### Présidents
- Panayiotis Neocleous
- Andreas Chimonidis

### Entraîneurs
- Tasos Kyriacou
- Stephen Constantine
- Willy Scheepers
- Simos Tarapoulouzis
- Vassos Melanarkitis

### Anciens joueurs
- Djelaludin Sharityar
- Sergio Bastida
- Francisco Guerrero
- Gelson
- Paulo Vogt
- Mários Christodoúlou
- Gábor Nagy
- Luigi Cennamo
- Fumo
- João Paulo
- Derek Soutar
- Slama Kasdaoui